# Missa brevis C-Dur KV 258
Die Missa brevis in C-Dur, KV 258 „Piccolomini-Messe“, ist eine Messe von Wolfgang Amadeus Mozart.

## Werkbeschreibung
- Kyrie. Allegro (Soli und Chor SATB)
- Gloria. Allegro (Soli und Chor)
- Credo
  - Credo in unum Deum. Allegro (Chor)
  - Et incarnatus est. Adagio (Soli SAT, Chor)
  - Et resurrexit. Allegro (Soli und Chor)
- Sanctus. Andante maestoso – Allegro (Chor)
- Benedictus. Allegro (Soli und Chor)
- Agnus Dei. Adagio (Soli und Chor)

Der durch Pauken und Trompeten entstandene feierliche Charakter der Messe wird durch später hinzugefügte Oboen-Stimmen weiter hervorgehoben. Dem Gebot der Kürze kommt große Beachtung zu. Einige Besonderheiten weist das stark komprimierte Schlussfugato des Gloria und das die Trinität darstellende Unisono im Credo auf. Das Benedictus stellt sich im Allegro mit voller Besetzung und vokaler Doppelchörigkeit gegen die leise und getragene Tradition dieses Satzes. Das Dona nobis pacem ist in die Gesamtform des Agnus Dei eingebunden.

## Besetzung
- Solisten: Sopran, Alt, Tenor, Bass
- gemischter Chor (SATB)
- Orchester: 2 Trompeten, Pauken, 2 Violinen, Basso continuo (Violoncello, Fagott, Kontrabass, Orgel); ad libitum: 2 Oboen, 3 Posaunen.

Die Aufführungsdauer beträgt ca. 20 Minuten.

## Geschichte
Mozart komponierte diese Messe 1775.
Gelegentlich trägt die Missa brevis KV 258 den Beinamen „Piccolomini-Messe“, dessen Herkunft jedoch ungeklärt ist. In der Vergangenheit war die Messe auch unter dem Beinamen „Spaur-Messe“ bekannt. Leopold Mozart hatte am 28. Mai 1778 in einem Brief an Wolfgang Amadeus eine Messe erwähnt, die dieser 1776 anlässlich der Konsekration von Ignaz von Spaur zum Weihbischof von Brixen komponierte. In der Mozart-Forschung herrschte lange Zeit Unsicherheit darüber, um welches Werk es sich bei dieser „Spaur-Messe“ genau handelte. Alfred Einstein bedachte die Messe KV 258 mit der Bezeichnung „Spaur-Messe“, ohne dies näher zu begründen. Neuere Forschung geht einhellig davon aus, dass es sich bei der „Spaur-Messe“ um die Messe in C-Dur KV 257 handelt. Dies hatte der Musikwissenschaftler Alan Tyson 1987 durch Vergleiche der von Mozart verwendeten Notenpapiere plausibel machen können. Bestätigt wurde dies 2007 durch den Fund eines Stimmensatzes in Brixen mit handschriftlichen Eintragungen von Wolfgang Amadeus und Leopold Mozart.